# 전주성심여자고등학교
전주성심여자고등학교(全州聖心女子高等學校)는 대한민국 전북특별자치도 전주시 완산구 교동에 있는 사립 고등학교이다.

## 학교 연혁
- 1891년 : 보두네(Francis Xavier Baudounet 尹沙勿) 신부 학방(學房) 설립
- 1926년 11월 10일 : 라크루(具瑪瑟 마르셀로) 신부 현 위치에 해성강습소 설립
- 1930년 : 이춘화 토지와 건축비 기증, 강습소 설치-교리 한문교육
- 1932년 8월 : 교실4칸 직원실1칸 2층 연와제수녀원 신축
- 1938년 3월 20일 : 해성심상소학교 초등교육기관으로 설립인가 (5월 9일 개교)
- 1945년 4월 : 일제에 의하여 저금관리소로 징발 폐교, 학생은 공립국민학교로 전학
- 1946년 8월 1일 : 중등교육기관으로 성심여학교 설립 인가 (10월 3일 개교)
- 1952년 4월 13일 : 전주성심여자고등학교 설치 인가
- 1952년 4월 30일 : 전주성심여자고등학교 개교 (초대 교장 김규승 선생 취임, 학생 15명)
- 1956년 1월 20일 : 학급증가 인가 (9학급)
- 1957년 10월 11일 : 학교 도서관 설치
- 1970년 3월 1일 : 중·고등학교 분리
- 1998년 4월 23일 : 동편 10실 증축
- 2002년 8월 30일 : 신축교사 본관동 '규승관' 준공
- 2003년 11월 20일 : 강당 및 다목적 특별실 '춘화관' 준공
- 2004년 12월 15일 : 성심우정학사 준공식
- 2005년 9월 9일 : 꿈과 희망의 요람 면학당 개관
- 2017년 5월 13일 : 제8대 이사장 김선태 사도 요한 주교 취임
- 2020년 9월 1일 : 제14대 교장 이득재 바오로 신부 취임
- 2023년 2월 3일 : 제69회 졸업식(졸업생 누계 25,543명)

## 참고 자료
- 전주성심여자고등학교 - 한국교육학술정보원 학교알리미